# Войцеховская, Ирина Нинелевна
Ирина Нинелевна Войцеховская (род. 18 января 1954 года в Киеве) — советский и украинский историк, источниковед, архивовед, доктор исторических наук, профессор Киевского национального университета имени Тараса Шевченко.

## Биография
В 1977 году окончила исторический факультет Киевского государственного университета им. Т. Г. Шевченко.
В Киевском национальном университете имени Тараса Шевченко работает с 1977 года — старший лаборант, преподаватель кафедры архивоведения и специальных исторических дисциплин. В 1994—1999 годах — доцент кафедры архивоведения и источниковедения, в 2001—2015 годах — профессор кафедры архивоведения и специальных отраслей исторической науки, с 2015 года — в должности профессора кафедры истории искусств исторического факультета. Одновременно с 2000 года — ведущий научный сотрудник, с 2006 года — старший научный сотрудник отдела специальных исторических дисциплин Института истории Украины НАН Украины.
Преподаёт нормативный курс «Специальные исторические дисциплины» и спецкурсы «Киевская школа документалистики», «Национальная и государственная символика Украины», «Личные архивные фонды», «Художественная эстетика», «История эстетических учений», «История отечественной и зарубежной художественной критики». Подготовила 12 кандидатов и 2 доктора исторических наук.
Заместитель главного редактора журнала «Память веков», ежегодного альманаха «Исторический календарь», член редколлегии научного ежегодника «Украина дипломатическая», «Украинский богослов», «Историко-географические исследования в Украине» («Гилея»). Учёный секретарь исторического общества Нестора Летописца, член правления международного исторического клуба «Планета». Одна из инициаторов основания издательской серии «Историки Киевского университета: историография персоналий».
Сфера научных интересов: историческое источниковедение, историография и специальные исторические дисциплины.
Кандидатская диссертация «Газеты „Коммунист“ и „Советская Украина“ как источник изучения борьбы трудящихся против немецко-фашистских захватчиков» (1988), докторская диссертация «Историческое источниковедение в творчестве В. С. Иконникова» (2000).
Автор более 300 научных трудов.
Награждена медалью 2000-летия Рождества Христова, за педагогическую деятельность Знаком Министерства образования и науки Украины «София Русова» (2007), грамотами Государственного комитета архивов Украины (2004, 2012), грамотой Киевского национального университета имени Тараса Шевченко (2014). Получила благодарность Киевского городского головы за многолетний и добросовестный труд (2007).

## Труды
- Історія України в особах XIX—XX ст. К., 1995 (соавтор).
- Академік Володимир Іконников: життєпис та бібліографія. К., 1998.
- Епістолологія. Короткий історичний нарис. К., 1998.
- Володимир Іконников. Джерелознавчі студії. К., 1999.
- Історичне джерелознавство: Підручник. К., 2002 (соавтор).
- Спеціальні історичні дисципліни. К., 2008 (соавтор).
- Профессор В’ячеслав Стрельський. К., 2010 (соавтор).
- Профессор Володимир Замлинський (до 85-річчя від дня народження). К., 2015 (соавтор).